# 미야카와 미야
미야카와 미야(일본어: 宮川 美哉, 1974년 12월 12일~)는 일본의 아티스틱스위밍 선수 출신 아티스틱스위밍 지도자이다. 결혼 전 이름은 다치바나 미야(일본어: 立花 美哉)였으며 하계 올림픽 아티스틱스위밍 종목에서 총 5개의 메달을 획득했고 세계 수영 선수권 대회에서 총 9개의 메달을 획득했다. 아시안 게임에서 총 5개의 금메달을 획득했으며 2011년 국제 수영 명예의 전당에 헌액되었다.

## 경력
초등학생 시절 교토답수회(일본어: 京都踏水会)에서 아티스틱스위밍을 시작했고 이무라 마사요가 설립한 이무라 싱크로나이즈드 클럽(일본어: 井村シンクロクラブ)에 입회해 이무라의 지도를 받았다. 1991년 세계 유소년 수영 선수권 대회에서 3관왕을 달성했고 시텐노지고등학교(일본어: 四天王寺高等学校)를 졸업한 후 도시샤 대학에 입학했다. 그녀는 도시샤 대학을 다니다 캐나다에서 아티스틱스위밍 전문 교육을 받기 위해 도시샤 대학을 자퇴했다. 
1996년 하계 올림픽 싱크로나이즈 단체 부문에 출전해 동메달을 획득했고 1998년 세계 수영 선수권 대회 아티스틱스위밍 듀엣, 단체전에서 은메달을, 솔로전에서 동메달을 획득했다. 이후 2000년 하계 올림픽 싱크로나이즈 듀엣, 단체전에서 모두 은메달을 획득했다. 2001년 세계 수영 선수권 대회 싱크로나이즈 듀엣 종목에서 다케다 미호와 함께 조를 이뤄 출전했고 듀엣 종목에서 금메달을 획득하며 미호와 함께 아티스틱스위밍 종목에서 첫 번째 금메달을 획득한 일본 선수가 되었다. 3년 뒤 2004년 하계 올림픽 싱크로나이즈 듀엣, 단체전에서 모두 은메달을 획득했다.
2004년 하계 올림픽이 끝나고 선수 은퇴를 발표했고 일본 올림픽 위원회 해외유학 프로그램에 신청해 미국 캘리포니아주에서 지도자 교육을 받았다. 2008년 여름 캘리포니아주 샌타클래라에 있는 수영 클럽 샌타클래라 아쿠아메이즈(영어: Santa Clara Aquamaids)에서 아티스틱스위밍 코치로 활동했고 2008년 하계 올림픽 때 재팬 컨소시엄 소속 스포츠 해설가로 활동했다. 2008년 10월 미국에서 일본으로 복귀했고 이무라 싱크로나이즈드 클럽에서 아티스틱스위밍 지도자로 활동하고 있다.

## 개인사
미야는 2012년 2월 오사카부에 사는 회사원 미야카와와 결혼했음을 발표했다.